# Riemannsche Fläche
Eine riemannsche Fläche ist im mathematischen Teilgebiet der Funktionentheorie (engl. complex analysis) eine eindimensionale komplexe Mannigfaltigkeit. Riemannsche Flächen sind die einfachsten geometrischen Objekte, die lokal die Struktur der komplexen Zahlen besitzen. Benannt sind sie nach dem Mathematiker Bernhard Riemann. Die Untersuchung von riemannschen Flächen fällt in das mathematische Gebiet der Funktionentheorie und hängt wesentlich von Methoden der algebraischen Topologie und algebraischen Geometrie ab.

Riemannsche Fläche des komplexen Logarithmus. Die Blätter entstehen aufgrund der Mehrdeutigkeit, d. h. weil die komplexe Exponentialfunktion nicht injektiv ist.

Die riemannsche Fläche ist – historisch gesehen – die Antwort darauf, dass holomorphe Funktionen nicht immer eindeutige Fortsetzungen haben. So erhält zum Beispiel der Hauptzweig des komplexen Logarithmus (der ja in einer Umgebung von {\displaystyle z=1} definiert ist) bei Fortsetzung entlang eines positiv orientierten Kreises um 0 das zusätzliche Argument {\displaystyle 2\pi \mathrm {i} }.

## Geschichte
Die Theorie der riemannschen Flächen entstand aus der Tatsache, dass bei der analytischen Fortsetzung holomorpher Funktionen entlang unterschiedlicher Wege unterschiedliche Funktionswerte entstehen können, so wie es beispielsweise beim komplexen Logarithmus der Fall ist. Um wieder eindeutige Fortsetzungen zu erhalten, ersetzte man den Definitionsbereich durch eine mehrblättrige Fläche, die so viele Blätter hatte, wie es Möglichkeiten zur Fortsetzung der Funktion gab. Auf einer solchen Überlagerungsfläche ist die analytische Fortsetzung wieder eindeutig. Bernhard Riemann erklärte die nach ihm benannten Flächen zunächst wie folgt: Mehrere (eventuell unendlich viele) komplexe Zahlenebenen werden übereinandergelegt, mit bestimmten (zum Beispiel geradlinigen) Schnitten versehen und dann längs dieser Schnitte zusammengeklebt. Diese anschauliche Vorstellung war zunächst sehr fruchtbar, obwohl sie als unexakt kritisiert wurde. Die heutige Definition stammt von Hermann Weyl. In seinem Buch Die Idee der Riemannschen Fläche (1913) definierte er den heute grundlegenden Begriff der (reellen bzw. komplexen) Mannigfaltigkeit. Ging es Riemann also um die analytische Fortsetzung einer konkret vorgegebenen Funktion, so stellt sich bei der abstrakten Definition einer riemannschen Fläche durch Weyl die Frage, ob auf einer solchen Mannigfaltigkeit überhaupt komplexe Funktionen existieren. Der riemannsche Abbildungssatz sowie der Satz von Riemann-Roch geben darauf eine Antwort.

## Definition
Eine riemannsche Fläche {\displaystyle X} ist eine komplexe Mannigfaltigkeit der Dimension eins. 
Das bedeutet, dass {\displaystyle X} ein Hausdorffraum ist, der mit einer komplexen Struktur ausgestattet ist. (Das in der Definition komplexer Mannigfaltigkeiten sonst verlangte zweite Abzählbarkeitsaxiom braucht in der Definition riemannscher Flächen nicht vorausgesetzt zu werden, weil es dort nach dem Satz von Radó bereits aus den anderen Eigenschaften folgt.)
Viele Autoren verlangen zusätzlich, dass riemannsche Flächen zusammenhängend sein sollen.

## Komplexe Kurve
Jede kompakte Riemannsche Fläche ist biholomorph zu einer glatten komplexen projektiven Varietät der Dimension eins. In der algebraischen Geometrie bezeichnet man deshalb auch eine Riemannsche Fläche als glatte komplexe Kurve.

## Beispiele

Die riemannsche Zahlenkugel

Ein Torus

- Die komplexe Ebene {\displaystyle \mathbb {C} } ist die einfachste riemannsche Fläche. Die identische Abbildung {\displaystyle f(z)=z} definiert eine Karte für ganz {\displaystyle \mathbb {C} }, daher ist die Menge {\displaystyle \{f\}} ein Atlas für {\displaystyle \mathbb {C} }.

- Jedes Gebiet {\displaystyle G\subset \mathbb {C} } ist ebenfalls eine riemannsche Fläche. Hier ist ebenfalls wieder die identische Abbildung eine Karte für das ganze Gebiet. Allgemeiner ist sogar jede offene Teilmenge einer riemannschen Fläche wieder eine riemannsche Fläche.

- Die riemannsche Zahlenkugel {\displaystyle \mathbb {C} \cup \{\infty \}} ist eine kompakte riemannsche Fläche. Sie wird mitunter auch als komplex-projektive Gerade {\displaystyle \mathbb {C} P^{1}} oder kurz {\displaystyle \mathbb {P} _{1}} bezeichnet.

- Die Torusfläche {\displaystyle \mathbb {C} /\Gamma } für ein Gitter {\displaystyle \Gamma }, auf der die elliptischen Funktionen erklärt werden, ist eine kompakte riemannsche Fläche.

## Theorie der riemannschen Flächen
Aufgrund der komplexen Struktur auf der riemannschen Fläche ist es möglich, holomorphe und meromorphe Abbildungen auf und zwischen riemannschen Flächen zu definieren. Viele der Sätze aus der Funktionentheorie auf der komplexen Ebene über holomorphe und meromorphe Funktionen lassen sich für riemannsche Flächen verallgemeinern. So lassen sich der riemannsche Hebbarkeitssatz, der Identitätssatz und das Maximumsprinzip auf riemannsche Flächen übertragen. Jedoch muss man feststellen, dass insbesondere auf kompakten riemannschen Flächen die holomorphen Funktionen nicht sonderlich reichhaltig sind. Präzise bedeutet dies, dass eine holomorphe Funktion {\displaystyle f\colon X\to \mathbb {C} } auf einer zusammenhängenden, kompakten Fläche {\displaystyle X} immer konstant sein muss. Eine zusammenhängende, kompakte riemannsche Fläche ist also nicht holomorph separabel, auf ihr existieren nur die konstanten holomorphen Funktionen. (Für unzusammenhängende, kompakte riemannsche Flächen gelten diese Aussagen, wenn man konstant durch lokal konstant ersetzt.) Der cauchysche Integralsatz und die cauchysche Integralformel, zwei zentrale Sätze der Funktionentheorie der komplexen Ebene, lassen sich nicht analog auf riemannschen Flächen beweisen. Auf differenzierbaren Mannigfaltigkeiten im Allgemeinen beziehungsweise auf riemannschen Flächen im Besonderen muss die Integration mit Hilfe von Differentialformen erklärt werden, damit sie unabhängig von der Wahl der Karte ist. Jedoch existiert der für die Integrationstheorie zentrale Satz von Stokes. Mit dessen Hilfe kann man den Residuensatz, der in der komplexen Ebene aus der cauchyschen Integralformel folgt, auch für riemannsche Flächen beweisen.
Neben Fortsetzungssätzen sind in der Theorie der riemannschen Flächen Aussagen über Null- und Polstellen von besonderem Interesse. So konnte ja schon in der Funktionentheorie der komplexen Ebene mit Hilfe des Satzes von Liouville ein einfacher Beweis für den Fundamentalsatz der Algebra gefunden werden. In der Theorie der riemannschen Flächen erhält man zum Beispiel folgenden verhältnismäßig einfachen Satz. Seien {\displaystyle X} und {\displaystyle Y} riemannsche Flächen und {\displaystyle f\colon X\to Y} eine eigentliche, nicht-konstante holomorphe Abbildung. Dann existiert eine natürliche Zahl {\displaystyle n\in \mathbb {N} }, so dass {\displaystyle f} jeden Wert {\displaystyle c\in Y} mit Vielfachheit gerechnet {\displaystyle n}-mal annimmt. Da meromorphe Funktionen {\displaystyle f\colon X\to \mathbb {C} } als holomorphe Abbildungen {\displaystyle f\colon X\to \mathbb {P} _{1}} aufgefasst werden können, wobei {\displaystyle \mathbb {P} _{1}} die riemannsche Zahlenkugel bezeichnet, ergibt sich, dass auf einer kompakten riemannschen Fläche jede nicht-konstante meromorphe Funktion {\displaystyle f\colon X\to \mathbb {C} } ebenso viele Nullstellen wie Pole hat.